# Аленічев Дмитро Анатолійович
Дмитро́ Анато́лійович Але́нічев (рос. Дми́трий Анато́льевич Але́ничев; 20 жовтня 1972, Селище Меліораторів, Великолуцький район, Псковська область) — російський футболіст, що грав на позиції півзахисника. По завершенні ігрової кар'єри — тренер.
Чотириразовий чемпіон Росії. Дворазовий володар Кубка Росії. Дворазовий чемпіон Португалії. Дворазовий володар Кубка Португалії. Володар Кубка УЄФА. Переможець Ліги чемпіонів УЄФА.
Старший брат Андрій також в минулому футболіст.

## Клубна кар'єра
У дорослому футболі дебютував 1990 року виступами за команду клубу «Машинобудівник» (Псков). За рік молодий гравець перебрався до московському «Локомотива», в якому провів три сезони, взявши участь у 69 матчах чемпіонату.
Своєю грою за цю команду привернув увагу представників тренерського штабу клубу «Спартак» (Москва), до складу якого приєднався 1994 року. Відіграв за московських спартаківців наступні п'ять сезонів своєї ігрової кар'єри. Більшість часу, проведеного у складі московського «Спартака», був основним гравцем команди. За цей час чотири рази виборював титул чемпіона Росії.
Згодом з 1998 по 2000 рік виступав в Італії, де грав у складі команд клубів «Рома» та «Перуджа».
2000 року уклав контракт з португальським «Порту», у складі якого провів наступні чотири роки своєї кар'єри гравця. Граючи у складі «Порту» також здебільшого виходив на поле в основному складі команди. За цей час додав до переліку своїх трофеїв два титули чемпіона Португалії, ставав володарем Кубка УЄФА, переможцем Ліги чемпіонів УЄФА.
Завершив професійну ігрову кар'єру у клубі «Спартак» (Москва), у складі якого вже виступав раніше. Прийшов до команди 2004 року, захищав її кольори до припинення виступів на професійному рівні у 2006.

## Виступи за збірну
1996 року дебютував в офіційних матчах у складі національної збірної Росії. Протягом кар'єри у національній команді, яка тривала 11 років, провів у формі головної команди країни 55 матчів, забивши 6 голів.
У складі збірної був учасником чемпіонату світу 2002 року в Японії і Південній Кореї, а також чемпіонату Європи 2004 року в Португалії.

## Кар'єра тренера
Розпочав тренерську кар'єру, повернувшись до футболу після невеликої перерви, 2010 року, очоливши тренерський штаб юнацької збірної Росії U-18.
У жовтні 2011 року очолив тульський «Арсенал». Прийнявши команду, яка виступала в аматорській лізі, підняв її до 8 місця. Після того як клуб на сезон 2012/13 надав фінансове забезпечення і пройшов ліцензування, необхідне для виступу у Другому дивізіоні, Аленічев зібрав нову команду, залишивши з попереднього складу всього 6 чоловік. Зазнавши лише однієї поразки, команда під керівництвом Аленічева забезпечила собі перше місце у своїй зоні Центр за два тури до закінчення чемпіонату та пробилася у ФНЛ. Після першого ж сезону в ФНЛ «Арсенал» зумів вийти в Прем'єр-лігу, посівши друге місце після «Мордовії». Однак закріпитися в еліті команді не вдалося, вона зайняла останнє місце в чемпіонаті і вилетіла в ФНЛ, після чого Аленічев покинув клуб.
10 червня 2015 року затверджений як головний тренер московського «Спартака». Перший сезон під керівництвом Аленічева «Спартак» провів нестабільно, регулярно втрачаючи очки, але зумів кваліфікуватися до Ліги Європи. 5 серпня 2016 року, на наступний день після поразки «Спартака» від кіпрського АЕКа у третьому кваліфікаційному раунді Ліги Європи, вирішив завершити роботу в «Спартаку», разом з ним тренерський штаб покинули Єгор Титов і Олег Саматов.
У 2017—2019 роках був головним тренером клубу «Єнісей» (Красноярськ).

## Титули і досягнення

### Командні
- Чемпіон Росії:

«Спартак» (Москва): 1994, 1996, 1997, 1998
- Володар Кубка Росії:

«Спартак» (Москва): 1994, 1998
- Чемпіон Португалії:

«Порту»: 2002-03, 2003-04
- Володар Кубка Португалії:

«Порту»: 2000-01, 2002-03
- Володар Суперкубка Португалії:

«Порту»: 2001, 2003
- Володар Кубка УЄФА:

«Порту»: 2002-03
- Переможець Ліги чемпіонів УЄФА:

«Порту»: 2003-04

### Особисті
- Футболіст року в Росії: 1997